# Rhaphiolepis
Rhaphiolepis és un gènere de plantes amb flors de la família rosàcia amb arbusts i petits arbres de fulla persistent, són originaris de zones de temperades a subtropicals d'Àsia del sud. Està estretament relacionat amb el gènere Eriobotrya (nesprer japonès).
El fruit és un pom petit.

## Cultiu iús
L'espècie més coneguda és R. indica del sud de la Xina cultivat per les seves flors roses decoratives i popular en bonsais. R. umbellata és del Japó i Corea i és la més resistent al fred (fins -15 °C) 
El fruit és comestible cuit i se'n pot fer melmelada.